# Norte (região do Barém)
Região Norte (em árabe: المنطقة الشمالية; romaniz.: Al-Mintaqah al-Shamaliyah) era uma das 12 regiões do Reino do Barém. Segundo censo de 2001, tinha 43 691 residentes. Compreendia 37 quilômetros quadrados.